# Koorn-albums
Koorn-albums zijn plaatjesalbums uitgegeven door de Electrische Koffiebranderij en Theehandel B. Koorn & Co. te Alkmaar.
In deze reeks verschenen:
- W. Louwaars, Het vogelleven (ca. 1920)
- W. Louwaars, Neerland's vogelwereld (1923)
- H. Engel, Van rupsen en vlinders (1935, 2e dr. 1938)

Hendrik Engel, de auteur van Van rupsen en vlinders, was conservator en later directeur van het Zoölogisch Museum Amsterdam.